# 吉川インターチェンジ
吉川インターチェンジ（よかわインターチェンジ）は、兵庫県三木市にある中国自動車道のインターチェンジ。中国道における三木市街や神戸市北区西部の最寄りインターチェンジである。料金所の内側にバスストップを併設している。
開業8年後の1982年以降、国道428号の終点である。高速自動車国道のインターチェンジが一般国道の起終点という数少ない例である。

## 道路

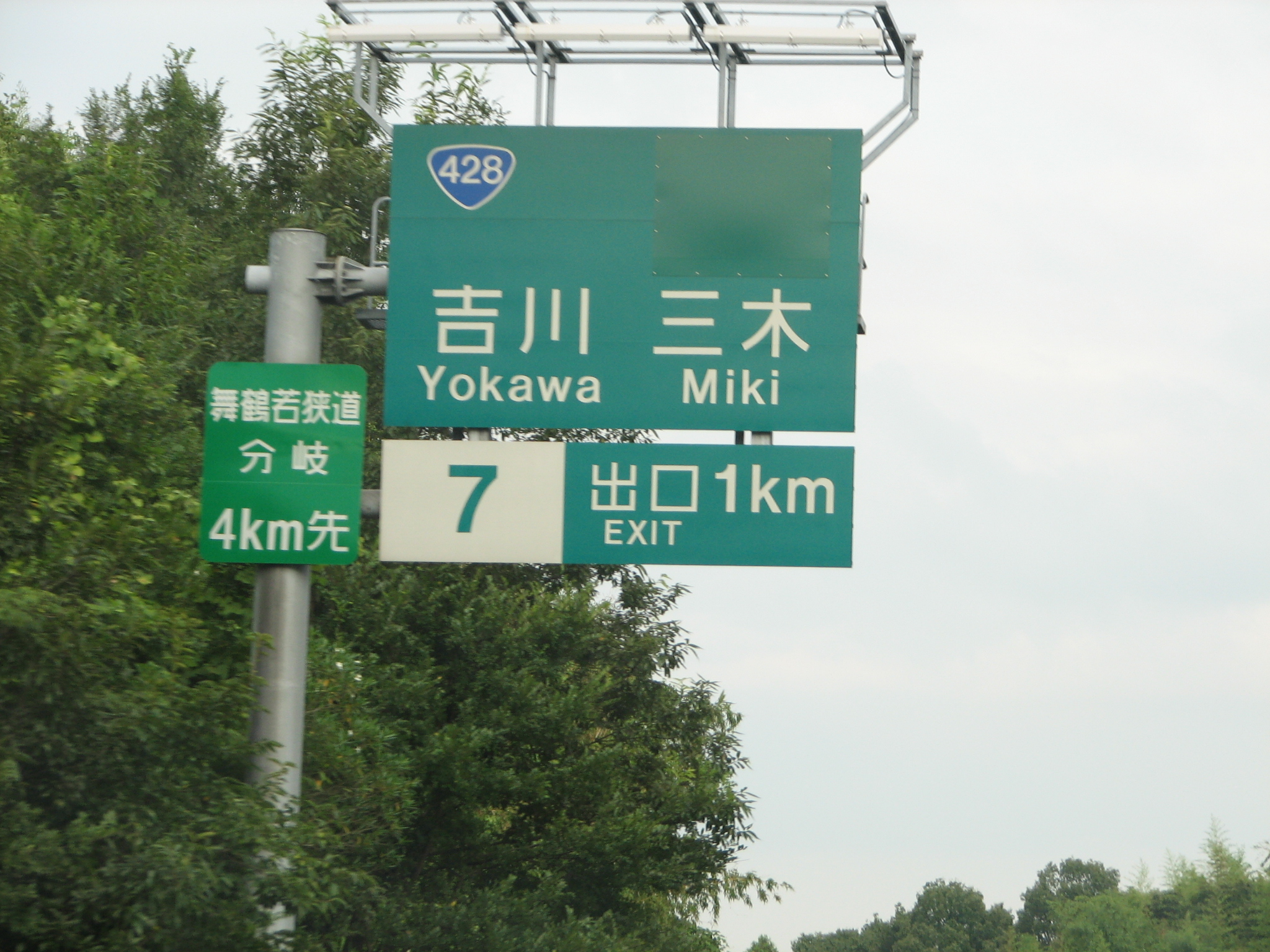
出口案内板

- E2A 中国自動車道（7番）

## 接続する道路
- 国道428号
- 兵庫県道17号西脇三田線

## 料金所
- ブース数：7

### 入口
- ブース数：3
  - ETC専用：1
  - ETC・一般：1
  - 一般：1

### 出口
- ブース数：4
  - ETC専用：1
  - 一般：3

## 歴史
- 1974年6月4日：西宮北IC - 福崎IC間開通により、開通。

## バス停留所

### 停車する路線
| のりば | 愛称               | 会社名                 | 行先                                                            | 備考       |
| ------ | ------------------ | ---------------------- | --------------------------------------------------------------- | ---------- |
| 上り線 | 中国ハイウェイバス | 西日本JRバス・神姫バス | 大阪国際空港・大阪（新大阪駅・大阪駅JR高速バスターミナル・USJ） | 急行便のみ |
| 上り線 | 山崎 - 三ノ宮線    | ウイング神姫           | 神戸（神姫バス神戸三宮バスターミナル）                          |            |
| 下り線 | 中国ハイウェイバス | 西日本JRバス・神姫バス | 加東（社（車庫前））                                            | 急行便     |
| 下り線 | 中国ハイウェイバス | 西日本JRバス・神姫バス | 西脇（西脇市役所）                                              | 急行便     |
| 下り線 | 中国ハイウェイバス | 西日本JRバス・神姫バス | 加西（北条（アスティアかさい））                                | 急行便     |
| 下り線 | 中国ハイウェイバス | 西日本JRバス・神姫バス | 津山（津山駅）                                                  | 急行便のみ |

### バス停へのアクセス
- 神姫バス 、みっきぃよかたんバス（三木市コミュニティバス）吉川インター前バス停から徒歩約3分

## 周辺
- 付近にはゴルフ場が非常に多い。
- みなぎ台
- 道の駅よかわ（吉川温泉よかたん）

## 隣
E2A 中国自動車道
(5-2)神戸三田IC - 赤松PA - (6)吉川JCT - (7)吉川IC - (7-1)ひょうご東条IC